# 安田大サーカス
安田大サーカス（やすだだいサーカス）は、松竹芸能所属のお笑いトリオ。2001年結成。

## 結成の経緯
コンビを解散し相方を探していた団長安田、アイドルになりたくて松竹芸能アイドル部のオーディションを受けたクロちゃん、口下手で『話し方教室』感覚で松竹芸能に所属していた元力士のHIROの3人を松竹の社員が半ば強引に引き合わせて結成に至る。トリオの内2人が芸人でもなければ芸人志望ですらなかったため、結成当初は団長の作ったネタを2人が暗記し、団長に背中を叩かれたら覚えたセリフを順に喋るというシステムでネタを披露していた。

## 命名の由来
トリオ名の名付け親は事務所の先輩であるますだおかだで、日本有数の大サーカス団『木下大サーカス』がヒントとなった。
お年寄から子供まで幅広い層に楽しんでもらえるお笑いになれという意味で「安田サーカス」と岡田圭右が名付け、それに増田英彦（共にますだおかだ）が「大」を付け足して現在のものになった。
団長は命名当初トリオ名に疑問を持っていたが、岡田の「木下大サーカスとて木下団長は誰か分からんだろう」の一言で納得したという。

## メンバー
団長安田（だんちょうやすだ、1974年4月26日 - ）（51歳）
兵庫県西宮市出身。
本名:安田 裕己（やすだ ひろみ）、2006年6月頃までの旧芸名:団長（だんちょう）
ツッコミ・リーダー・ネタ作り担当、立ち位置は中央。メンバーの中で一番年上。
元ライフセーバー。潜水、ダイナミック・アプネア（フィン無し）元日本記録保持者（115m）。
メンバーの中では一番身長が低く、唯一の標準体型である。
元々は竹内宣和（現・タケウチパンダ）とコンビ『安田と竹内』を組んでいた。解散後しばらくは犬の模型を相方にしていた。
高校の2年後輩である元大関・琴光喜と親交がある。
2009年7月9日、精巣捻転症で緊急入院し即日手術を行った。本人の話によると「腹痛がしたため、バスで病院に行き、すぐに手術をされた」とのこと。その後、院内のベッドの上で関西テレビの電話取材にも応じた。
HIRO（ひろ、1977年4月20日 - ）（48歳）
和歌山県和歌山市出身。
本名:廣瀬 康幸（ひろせ やすゆき）
ボケ担当（小ボケ的存在）、立ち位置は一番左。メンバーの中では一番年下である。
元大相撲力士。
メンバーの中では、一番身長が高い。
場の空気を読まずに食事をするなどして、共演者からツッコまれることが多い。
2017年6月16日、「左脳室内出血」と診断され入院。退院後も医師の判断から療養に専念する為、故郷の和歌山に戻り生活。入院時の体重から30kg以上減量し、同年12月に仕事復帰。
クロちゃん（1976年12月10日 - ）（48歳）
広島県東広島市八本松出身。
本名:黒川 明人（くろかわ あきひと）
ボケ担当（大ボケ的存在）、立ち位置は一番右。結成当時の芸名は、ジューシーハンバーグだったが、先輩のますだおかだの増田により、改名させられた。
スキンヘッドとソプラノボイス、髭が特徴。
手を口に当て、上にあげながら「クロちゃんです！わわわわ～！」という挨拶ギャグや｢～だしん！｣、｢～しんよー♪｣という語尾ギャグがある。
2019年にアイドルグループ「豆柴の大群」をプロデュース。2020年からはアドバイザーを務めている。さらに2022年からはアイドルグループ「都内某所」もプロデュースしている。
結成前に『イカロスの翼』（関西テレビ放送）という関西ローカル番組に本名で出演していた。

## 安田特大サーカス
『エンタの神様』（日本テレビ）出演時には他の芸人と一緒に『安田特大サーカス』として出演した。組む芸人は殆どの場合無名だが、2006年8月12日放送分に出演した際は「ラッセーラー、ラッセーラー」つながりで猫ひろし、同年12月2日放送分は「クローン男」としてザ・たっちと共演した。
このほか2018年以降はネタをやりたい団長とやりたくない他2人の意向を受け、団長が他のメンバーと『西宮安田大サーカス』として活動することがある。

## 芸風
主にショートコントと短い漫才を行う。

### ネタの大まかな流れ
「ラッセーラー、ラッセーラー、ラッセーラー、ラッセーラー」という掛け声で登場することが多い。その掛け声で登場するときはクロちゃんとHIROが土台となり組体操のような3人タワーを作り上げる。
ネタのつかみとして、クロちゃんが強面の顔を見せ付けたあと、高音で「いつも元気なクロちゃんです!」（もしくは「クロちゃんです!」）と紹介する。その流れでショートコントを行う。
ショートコントのボケとツッコミの流れが終わると、HIROが満面の笑みを浮かべながら祭囃子風の和太鼓の口真似で「はーい!! どーん! どーん! どーん!」と叫び、団長は両手でピースをしながら「ベタベッタ!」と合いの手を入れ、HIROが「どどーん! どどーん!」と叫び、団長が「ベタでーす!」とネタのベタさを叫びながら締めくくる。その間、クロちゃんは甲高い声で笑いながら紙吹雪を撒き続ける。ノリツッコミが出ると、HIROの太鼓とクロちゃんの紙吹雪は同じだが団長のセリフは「ノリツッコミ!」／「大成功!!」となる。
最後のショートコントの締めで団長がふんどし1枚にされた後は、団長のセリフは「オチでーす!」／「オチでーす!」となり、もう一度繰り返し「ヘクシュン!」（くしゃみ）／「安田大サーカスでした!!」となる。

### 次世代への影響
安田大サーカスのブレイクと認知度向上により、真ん中にいるツッコミ担当が両端のキャラクター性の強いボケ担当を操るような漫才を行うお笑いトリオを、安田大サーカスに比喩する事例が多くなっている。
- 3時のヒロイン - 2019年12月15日放送の『ワイドナショー』（フジテレビ）内で、松本人志（ダウンタウン）が「第3回女芸人No.1決定戦 THE W」で3時のヒロインが披露したネタを高評価し、特にツッコミ担当の福田麻貴を絶賛したうえで「福田大サーカス」と比喩[5]。
- ぱーてぃーちゃん - 2022年1月放送の『ぐるナイおもしろ荘』内で、有吉弘行が「令和の安田大サーカス」と比喩。それを受けて、キャッチフレーズの一つとして使用しながら活動をしている[6]。

## 受賞歴
- 2001年 -『今宮子供えびすマンザイ新人コンクール』新人漫才奨励賞・子供大賞
- 2004年 -『第25回 ABCお笑い新人グランプリ』審査員特別賞
- 2006年 -『第41回 上方漫才大賞』奨励賞

### 賞レースでの戦績
- M-1グランプリ
  - 2001年 3回戦進出
  - 2002年 2回戦進出
  - 2003年 準決勝進出（敗者復活戦出場）
  - 2004年 準決勝進出（敗者復活戦出場）
  - 2005年 準決勝進出（敗者復活戦出場）
  - 2006年 3回戦進出
  - 2008年 3回戦進出
  - 2009年 3回戦進出
  - 2010年 3回戦進出
  - 2015年 2回戦進出[7]

- キングオブコント
  - 2009年 2回戦進出
  - 2010年 2回戦進出

## 出演

### 過去の出演番組
- 爆笑オンエアバトル（NHK総合）戦績0勝1敗 最高173KB
- フードバトルクラブ（TBSテレビ） - HIROのみ参戦。団長・クロちゃんは応援で参加。
- BACK-UP!（フジテレビ）- テレビ初出演でネタ初披露。
- 森田一義アワー 笑っていいとも!（フジテレビ）- 前述の『BACK-UP!』で司会のおすぎとピーコによる推薦で全国ネット初出演。
- アッコにおまかせ!（TBSテレビ）
- うたばん（TBSテレビ）
- アメトーーク!（テレビ朝日）
- 笑いの金メダル（朝日放送）
- メレンゲの気持ち（日本テレビ）
- 元祖!でぶや（テレビ東京）
- エンタの神様（日本テレビ） - キャッチコピーは「究極のアクロバット笑」。団員を1人加え『安田特大サーカス』名義で出演。
- ウタワラ（日本テレビ）
- AKBと××!（読売テレビ）
- ロンドンハーツ（テレビ朝日）
- いきなり!黄金伝説。（テレビ朝日）
- 内村プロデュース （テレビ朝日）
- 爆笑レッドカーペット（フジテレビ）
  - キャッチコピーは「笑いのドラリオン」
- 退屈貴族（フジテレビ）
- 田舎に泊まろう!（テレビ東京） - 安田のみ出演。
- お笑いDynamite!（12月28日[いつ?]、TBSテレビ） - キャッチコピーは「調教不能 珍獣だらけ」。
- 関ジャニ∞のジャニ勉（5月14日[いつ?]、関西テレビ）
- 爆笑そっくりものまね紅白歌合戦スペシャル（フジテレビ）
- とんねるずのみなさんのおかげでした（フジテレビ）
- ネプリーグ（2006年4月17日、フジテレビ）
- 新春ズームイン!!SUPER（日本テレビ） - 2005年元旦放送時に出演。
- お笑い芸人歌がうまい王座決定戦スペシャル（フジテレビ） - 第1回・2005年3月1日放送時に出演。
- DOORS（TBSテレビ）
- 天才てれびくんMAX（2005年4月14日・2007年度 - 2008年度、NHK教育） - 2005年4月14日はゲスト出演であったが、2007年度 - 2008年度は7代目（MAXでは2代目）司会者として出演した。
- コントカーニバル（朝日放送）
- ミラクル☆シェイプ（日本テレビ）
- めちゃ²イケてるッ!（フジテレビ、2005年11月12日）
  - 1：2005年11月12日放送分にクロちゃんのみ挑戦。
- 大笑点（日本テレビ） - 2006年と2007年元旦放送の時で出演。2006年は安田は大喜利、HIROとクロちゃんは大相撲汐留場所に出演。
  - 2：2006年7月2日分放送に団長のみ挑戦、約1か月に渡るダイエットを経て目標を達成。
  - その後、西友の折込チラシ用水着モデルとして採用された（2006年7月13日）。
- お笑い芸人大忘年会（日本テレビ）- 年末特番。
- ビートたけしのお笑いウルトラクイズ（日本テレビ） - 第20回・2007年1月1日放送分に出演。
- ほんじゃに!（関西テレビ） - 「200回SP オカンだらけの大運動会!!」に、お笑いオカン軍団として出演。なお、クロちゃんは不在だった。
- TVチャンピオン（現・TVチャンピオン2、テレビ東京） - 「クレーンゲーム王」において団長のみ出演。
- ジャンプ!○○中（フジテレビ） - クロちゃんのみ出演。
- 欽ちゃん&香取慎吾の全日本仮装大賞（日本テレビ）
  - 第80回大会に「タイタニック」という仮装で参加。タイタニック号を表したケーキを食べ進めていき沈没する様を表現したが結果は8点と1ケタ台で、最終的に勝俣州和・ゴルゴ松本（TIM）・加藤歩（元ザブングル）の3人（同じく芸能人失格者）によって強制退場させられた。
- ますだおかだ角パァ!（朝日放送）
  - 月一回
- うり☆ひゃー!それいけ!安田探検隊（沖縄テレビ）（10月から12月までの1クール放送）
  - 2008年4月からファミリー劇場で再放送している。
- 新春ゴールデンピンクカーペットSP（フジテレビ、2009年1月1日）
  - キャッチコピーは「笑いのドラリオン」
- イエヤス（CBCテレビ）
- 突撃！ネイチャーX（NHK教育）
- オールスター後夜祭（2018年4月1日、10月7日[8]、TBSテレビ）
- フィッシング倶楽部（2010年4月 - 2020年9月、テレ玉など）

#### ドラマ
- 銭湯の娘!?（毎日放送「ドラマ30」）
  - 売れないお笑いトリオ『ブランコ3』役として。
- ミヤコ蝶々ものがたり 泣いて愛して笑わせて…（テレビ朝日）
  - クロちゃんを除く2人が出演。曲芸師コンビ『ハジメコウ太』役として。
- ちりとてちん（NHK総合 連続テレビ小説）
  - お笑いトリオ『天狗トリオ』役として。
- トミカヒーロー レスキューフォース（テレビ愛知）
  - 謎の組織・ネオテーラの三幹部『マール（クロちゃん）、サーン（安田）、シーカ（HIRO）』の声優として（『タイムボカンシリーズ』の悪玉トリオがモチーフ）。全員が自身を彷彿とさせるキャラクターの声を担当している。
- 時々迷々（NHK教育）
  - HIROを除く2人が出演。『リンゴ・タコヤキ・ゴーヤー』にクロちゃんが『怪しい男』役として、『もうひとりのぼく』に団長安田が『先生』役(安田裕己名義)として出演。ただし2人は共演せず。
- 仮面ライダードライブ（テレビ朝日）
  - ロイミュードの三人『クラッシュ / クラッシュロイミュードの声（HIRO）、クラッシュの子分1 / スパイダー型ロイミュード060の声（安田）、クラッシュの子分2 / コブラ型ロイミュード074の声（クロちゃん）』役として
- マッサン（NHK総合 連続テレビ小説）
  - HIROを除く2人が社長役と部下役として。団長安田が柴田健社長役、クロちゃんがその部下役で出演。

### テレビアニメ
- Hi Hi Puffy AmiYumi（カートゥーン ネットワーク、実写パートに出演）

### インターネットテレビ
- こちら!カタムキテレビ制作会社（GyaOバラエティch）

### 映画
- 劇場版BLEACH MEMORIES OF NOBODY（2006年、東宝） - 安田大サーカス（本人役）※声の出演
- ユメ十夜（2007年、日活） 第十夜
- 少林老女（2008年5月、ジョリーロジャー）
- トミカヒーロー レスキューフォース 爆裂MOVIE マッハトレインをレスキューせよ!（2008年、 松竹）
  - 謎の組織・ネオテーラの三幹部『マール（クロちゃん）、サーン（安田）、シーカ（HIRO）』の声優として。
- 爆走!トミカヒーローグランプリ（2008年、 松竹）
  - 謎の組織・ネオテーラの三幹部『マール（クロちゃん）、サーン（安田）、シーカ（HIRO）』の声優として。
- TEAM NACS FILMS「N43°」（2009年、クリエイティブオフィスキュー・アミューズ）
- 桜姫（2013年6月29日、SDP）
  - 団長安田を除く2人が出演、HIROが越後屋宗兵衛役、クロちゃんが清八役で出演。
- 事故物件 恐い間取り（2020年8月28日、松竹）　
  - HIROを除く2人が出演、団長安田が南田みのる役、クロちゃんが事故物件彼氏役で出演。
- ウルトラマンデッカー最終章 旅立ちの彼方へ…（2023年）
  - 『策略宇宙人・ペダン星人（安田）、昆虫宇宙人・クカラッチ星人（HIRO）、宇宙怪人・ゼラン星人（クロちゃん）』の声優として。

### ラジオ
- ついに安田大サーカスがやってきた!ワイワイガヤガヤ（秘）トークラジオ（NRN）
- またも安田大サーカスがやってきた!ワイワイガヤガヤ（秘）トークラジオ（NRN）

### テレビCM
- フクピカ（SOFT 99）
  - 裸体に金粉を塗って出演。
  - キャッチコピーは「どーん!どーん!どーん!」「フクピッカ!」「どどーん!どどーん!」「ピカピッカ!」。
- 肌研（ハダラボ） - 化粧水の極潤ヒアルロン液（ロート製薬）
  - クロちゃんのみナレーターとして出演。
- ボールド（P&Gジャパン）
  - 「安田大造園」の植木職人役で玉山鉄二と共演。劇中では玉山とクロちゃんがメイン。
- こてっちゃん（エスフーズ）
  - BSE問題で販売休止になっていた「こてっちゃん」が2007年3月末から販売を再開した。知名度アップのために2007年4月中に関西地区限定で放映。3人がエスフーズのロゴの入ったTシャツ姿で「こてこてこてこてこてっちゃん!」「クロクロクロクロクロちゃんです!」とちゃぶ台を一周する。ちなみにエスフーズの本社は団長の出身地である西宮市に所在する。

### パチスロ
- 安田大サーカス（2007年3月、バルテック）